# Tracy Looze
Tracy Looze (nacida como Tracy Hargreaves, 16 de agosto de 1973) es una deportista australiana que compitió en triatlón, desde 2003 lo hizo bajo la bandera de Países Bajos.
Ganó una medalla de bronce en el Campeonato de Oceanía de Triatlón de 1999.

## Palmarés internacional
| Representando a Australia |                        |                   |            |
| Campeonato de Oceanía     |                        |                   |            |
| Año                       | Lugar                  | Medalla           | Prueba     |
| 1999                      | Mooloolaba (Australia) | Medalla de bronce | Individual |